# Dracénois
Ne doit pas être confondu avec Dracénie.
Le Dracénois est une région naturelle de France située dans la région Provence-Alpes-Côte d'Azur, à l'est du département du Var. Le pays doit son nom à la ville de Draguignan qui en est la capitale et le cœur géographique.
La Communauté d'agglomération dracénoise, également surnommée « Dracénie » couvre un territoire sensiblement identique à cette région naturelle.

## Géographie

### Situation
Situé dans la partie orientale du département du Var, le Dracénois s'étend du plateau de Canjuers au nord aux contreforts du massif des Maures au sud. À l'est, le Col du Bel Homme marque la limite avec le Pays de Fayence et la rivière du Blavet avec l'Esterel. À l'ouest, les villages de Vérignon, Tourtour, du Thoronet et de Vidauban marquent la transition avec le Brignolais et le Centre Var.

### Topographie
Une plaine légèrement vallonnée occupe la partie sud du pays, on y cultive la vigne, l'olivier mais aussi les arbres fruitiers, la fleur et toutes sortes de légumes. La partie nord est constituée de plateaux calcaires, les "plans". Ils sont recouverts par la garrigue et les forêts de pins, la densité de population y est très faible. 

## Hydrographie

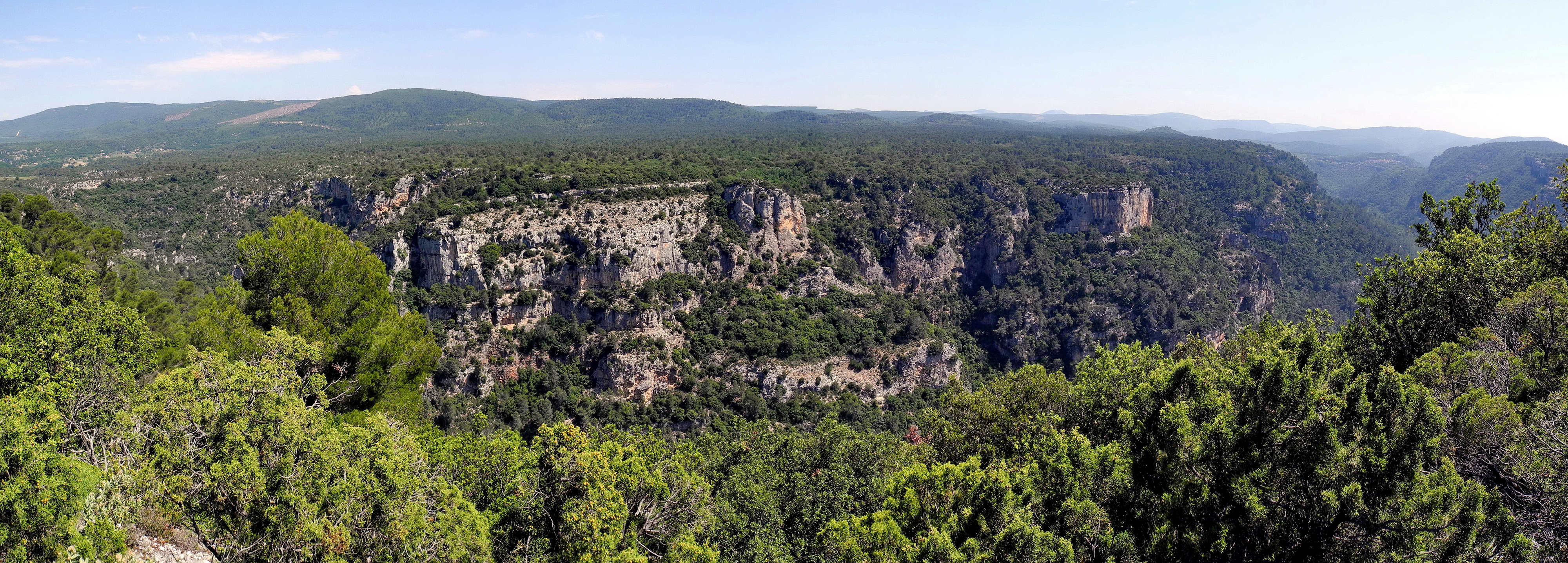
Gorges de la Nartuby d'Ampus.

- L'Argens
  - La Florieye
  - La Nartuby
    - La Nartuby d'Ampus

  - L'Endre
  - Le Blavet